# Cheirostylis nuda
Cheirostylis nuda är en orkidéart som först beskrevs av Louis Marie Aubert Du Petit-Thouars, och fick sitt nu gällande namn av Paul Ormerod. Cheirostylis nuda ingår i släktet Cheirostylis och familjen orkidéer. Inga underarter finns listade i Catalogue of Life.